# Gustavo Cabral
Gustavo Daniel Cabral (Isidro Casanova, 14 de outubro de 1985) é um futebolista argentino que atua como zagueiro. Atualmente joga pelo Pachuca, do México.

## Títulos
River Plate
- Campeonato Argentino: 2007–08 (Clausura)

Pachuca
- Liga MX: 2022 (Apertura)
- Copa dos Campeões da CONCACAF: 2024
- Dérbi das Américas da FIFA: 2024
- Copa Challenger da FIFA: 2024

Seleção Argentina Sub-20
- Copa do Mundo FIFA Sub-20: 2005